# Hamburger Fahrradhäuschen

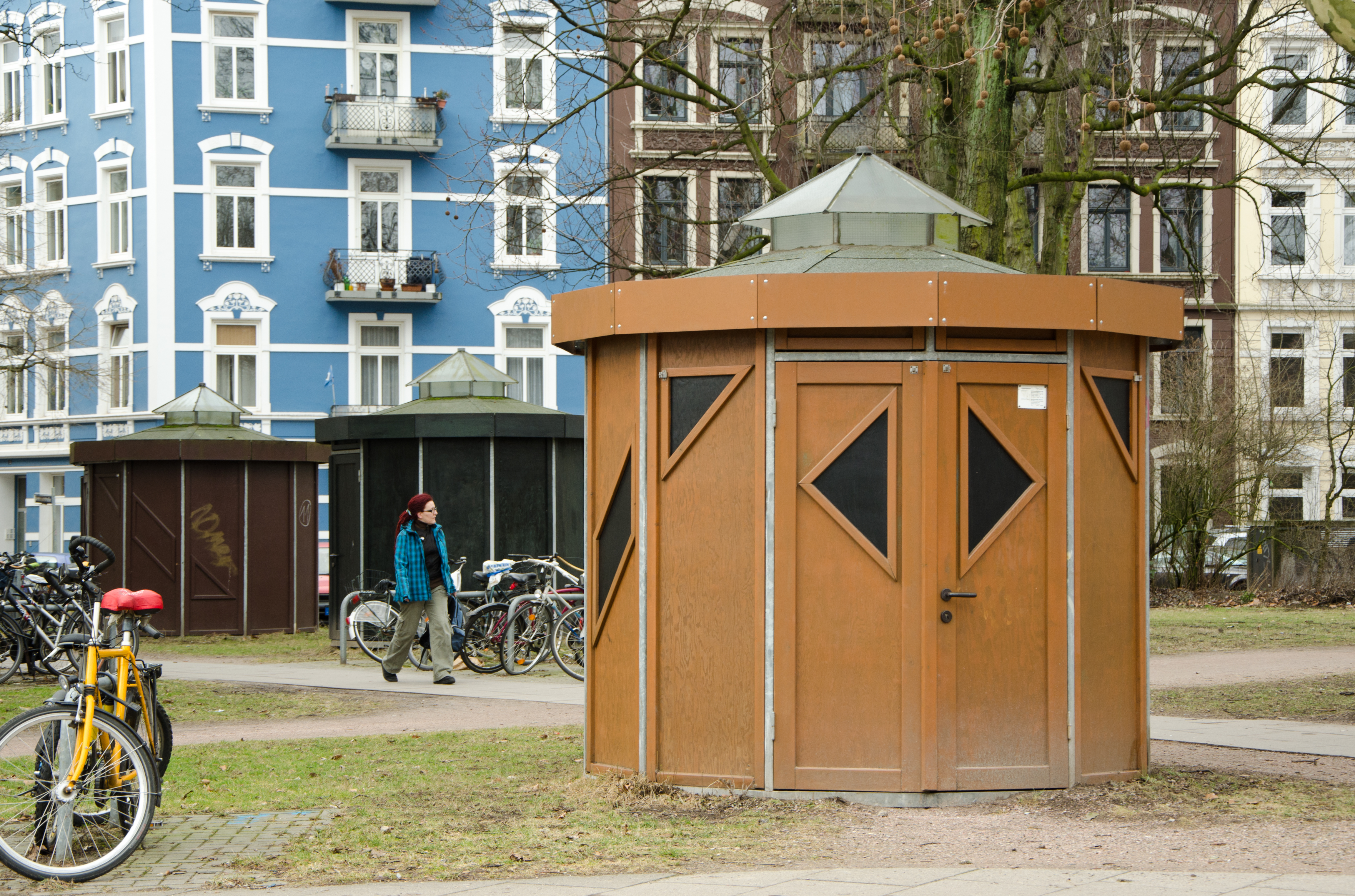
Hamburger Fahrradhäuschen

Die Hamburger Fahrradhäuschen sind eine durch die Stadt Hamburg geförderte Unterbringungsmöglichkeit für Fahrräder in dicht bebauten Wohnquartieren.

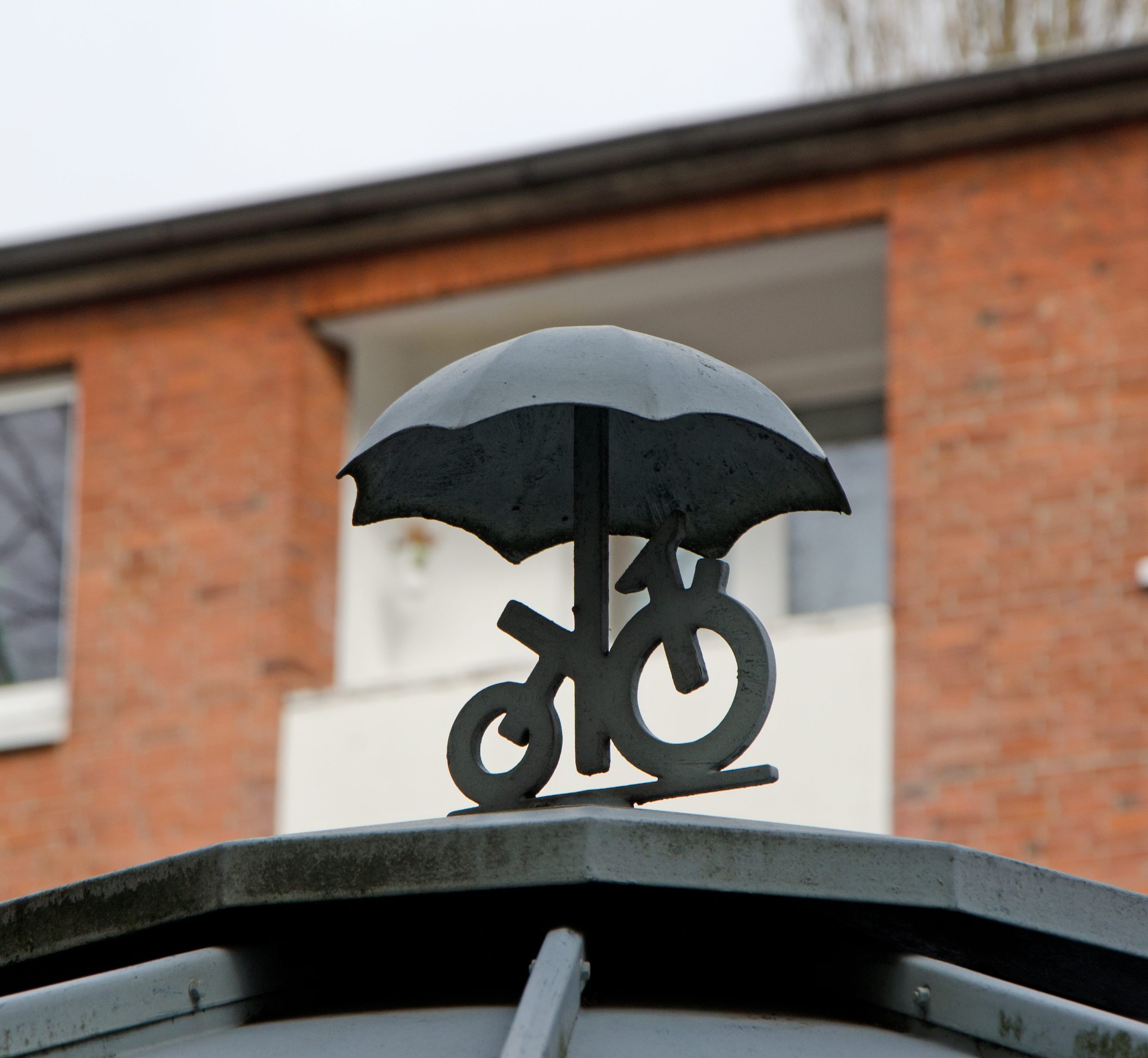
Dachverzierung auf einem Fahrradhäuschen

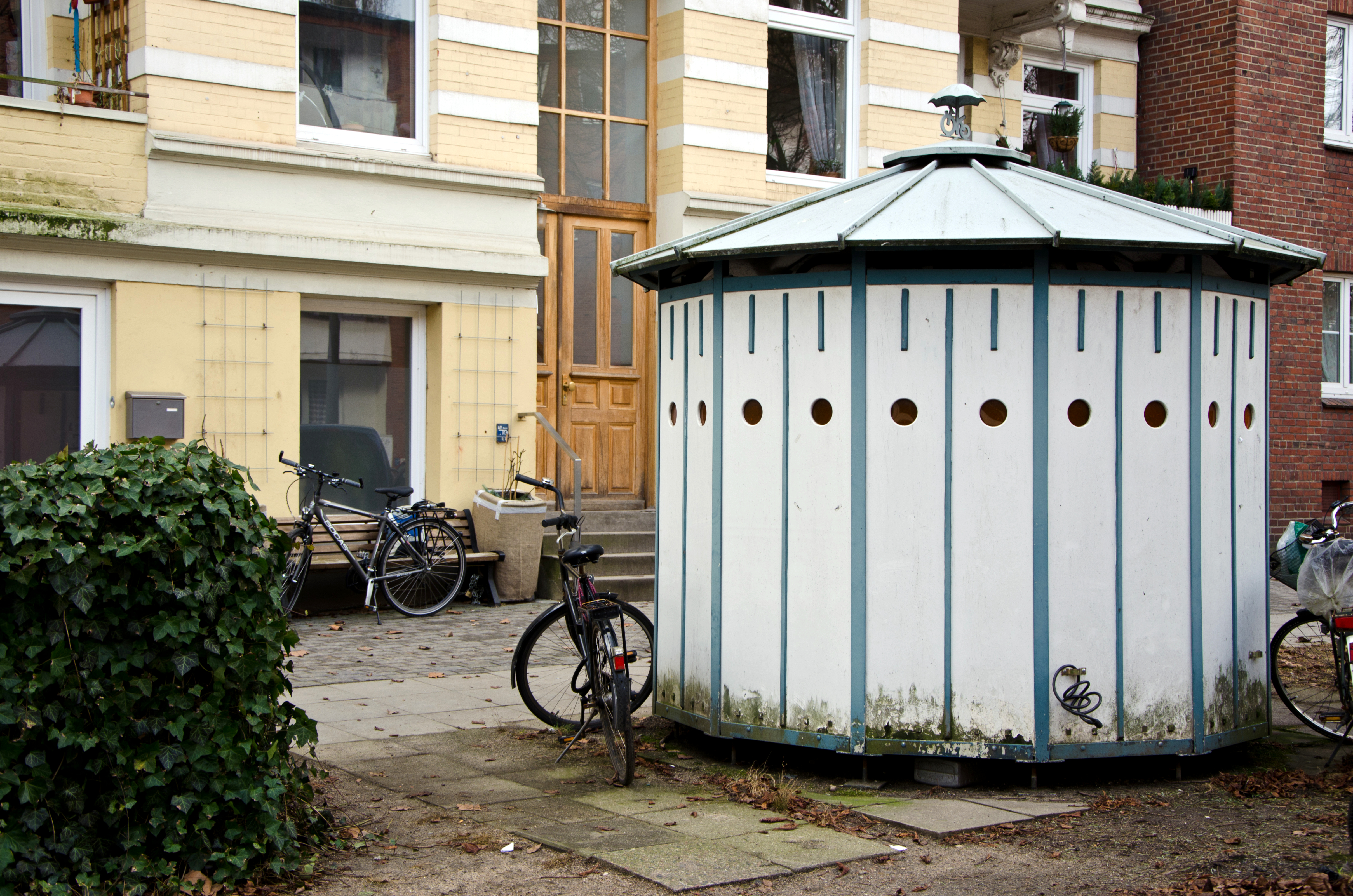
Hamburger Fahrradhäuschen

Um insbesondere in Altbaugebieten geeignete Abstellmöglichkeiten für Fahrräder zu finden, wurde in Hamburg-Altona 1985 auf Initiative des damaligen GAL-Bezirksabgeordneten Martin Schmidt die ersten Genehmigungen und Zuschüsse für Fahrradhäuschen beschlossen. Im Jahre 1993 wurde dann durch die damalige Behörde für Stadtentwicklung das Projekt „Hamburger Fahrradhäuschen“ gestartet. Seitdem wird von der jeweils zuständigen städtischen Behörde und/oder des jeweiligen Bezirksamt die Anschaffung von festen Unterbringungsmöglichkeiten für Fahrräder gefördert.
Bei den Fahrradhäuschen handelt es sich zumeist um zwölfeckige Rundbauten aus Stahl und Holz, in denen zwölf Fahrräder Platz finden. Diese werden mit dem Vorderrad an einem speziell dafür entwickelten Drehkarussell aufgehängt. Der Zugang erfolgt durch eine zweiflügelige Eingangstür. Die Fahrradhäuschen haben einen Außendurchmesser von etwa drei Metern und die Grundfläche beträgt etwa sechs Quadratmeter. Die Herstellung und Montage erfolgt überwiegend durch Beschäftigungsträger des zweiten Arbeitsmarktes.
Eine Aufstellung kann auf privatem und öffentlichem Grund erfolgen, wobei für öffentlichen Grund eine gebührenfreie Sondernutzungsgenehmigung erteilt werden kann. Die Kosten für die Anschaffung eines Fahrradhäuschen betrugen 2012 etwa 5.500 Euro, von denen die Stadt Hamburg 50 %, maximal 3.000 Euro als Zuschuss übernimmt. Die laufenden Kosten für Pflege und Unterhalt tragen die Nutzer. Im Februar 2012 gab es mehr als 330 Fahrradhäuschen in Hamburg. Einzelne Fahrradhäuschen dieser Bauart stehen auch in Dortmund und Hannover.
2019 sind die Kosten je nach Ausstattung auf 7.000 bis 10.000 € gestiegen, die Zuschüsse der Bezirksämter auf 3.500 € pro Häuschen. Es gibt 392 Fahrradhäuschen.